# Chrysocatharylla oenescentellus
Chrysocatharylla oenescentellus là một loài bướm đêm trong họ Crambidae.